# Scorpaena isthmensis
Scorpaena isthmensis és una espècie de peix pertanyent a la família dels escorpènids.

## Descripció
- Fa 16 cm de llargària màxima.[4][5]

## Hàbitat
És un peix marí, demersal i de clima tropical (34°N-33°S).

## Distribució geogràfica
Es troba a l'Atlàntic occidental: des de Carolina del Sud i el nord del Golf de Mèxic fins al Brasil.

## Observacions
És inofensiu per als humans.